# Mihael Rosen
Mihael Rosen, ljubljanski župan v 16. stoletju, † 1598.
Rosen je bil župan Ljubljane med letoma 1595 in 1597. Na njegovo izvolitev je vplivalo dejstvo, da je bil katolik (oblasti so prisilile mestni svet, da voli katolika).